# Pochod Radeckého (román)
Pochod Radeckého je román rakouského spisovatele Josepha Rotha z roku 1932.

## Děj
Román sleduje osudy příslušníků tří generací rodu von Trotta – dědy, vojenského hrdiny od Solferina, otce, okresního hejtmana, a syna, příslušníka c. k. armády. Děj se odehrává v posledních letech habsburské monarchie a popisuje její rozklad a zánik.

## Ocenění
Literární kritik Marcel Reich-Ranicki zařadil Pochod Radeckého do svého kánonu mezi dvacet nejvýznamnějších románů německé literatury.

## Filmová verze
Román byl dvakrát televizně adaptován – poprvé v roce 1965 a podruhé v roce 1995 ve formě třídílného seriálu.

## Překlady do češtiny
První české vydání vyšlo v roce 1934 v překladu od Josefa Vrbaty, další česká vydání (1961, 1974, 1986 v souboru s Kapucínskou kryptou, 2012 a 2019) v překladu Jitky Fučíkové.